# Dați-mi condica de reclamații
Dați-mi condica de reclamații (titlul original: în rusă Дайте жалобную книгу, transliterat: Daite jalobnuiu knigu) este un film de comedie sovietic, realizat în 1965 de regizorul Eldar Reazanov, protagoniști fiind actorii Oleg Borisov, Larisa Golubkina și Anatoli Kuznețov.

## Rezumat
Un grup de tineri jurnaliști intră întâmplător în restaurantul „Oduvancik” (în română Păpădia). Atmosfera din restaurant este extrem de nesănătoasă: chelnerițe nepoliticoase, barmana hoață, interior nenorocit, cântăreț de restaurant ridicol și director adjunct Kutaytsev, care este mereu beat și nu-i pasă de această mizerie. Cu toate acestea, tânăra și energica directoare a restaurantului Tatiana Șumova încearcă, dar fără succes, să facă față neajunsurilor restaurantului care i s-a încredințat.
Jurnalistul Iuri Nikitin a scris un articol critic despre restaurant, dar se îndrăgostește fără speranță de Tatiana. În ciuda opoziției birocraților, tânăra directoare Șumova reușește să schimbe situația, făcând din restaurant un local de catering exemplar, precum și găsirea dragostei pe parcurs.

## Distribuție
- Oleg Borisov – Iuri Nikitin, corespondent pentru ziarul „Iunost”
- Larisa Golubkina – Tatiana Șumova, directoarea cafenelei-restaurant „Păpădia”
- Anatoli Kuznețov – Ivan Kondakov, șeful departamentului comercial regional, „logodnicul” Tatianei
- Anatoli Papanov – Vasili Kutaițev, director adjunct al restaurantului
- Nikolai Kriucikov – Nikolai Ivanovici, șeful departamentului Comerț
- Nikolai Parfionov – Ivan Semionovici Postnikov, șeful trustului de alimentație publică
- Tatiana Gavrilova – Klava Raspopova, chelnerița
- Nina Agapova – Zinaida, barman
- Rina Zelionaia – cântăreață în vârstă în restaurantul „Oduvancik”
- Felix Iavorski – jurnalist, prieten cu Nikitin
- Djemal Siharulidze – Tengiz, jurnalist, prieten cu Nikitin și soțul lui Masha, cu care locuiește temporar Nikitin
- Mikaela Droedovskaia – Mașa, soția lui Tengiz, angajată a redacției ziarului „Iunost”
- Natalia Suroveghina – Raechka, chelnerița
- Zoia Isaeva – Vera, chelnerița
- Iuri Nikulin – vânzătorul în magazinul de îmbrăcăminte
- Gheorghi Vițin – directorul de departament la un magazin de îmbrăcăminte
- Evgheni Morgunov – directorul magazinului de îmbrăcăminte
- Iuri Belov – Gherman, jurnalistul prieten cu Nikitin
- Vladimir Balon – un jurnalist prieten cu Nikitin
- Gheorghi Tusuzov – Pavel Kuzmici, portarul restaurantului „Oduvancik”
- Gheorghi Svetlani – violonistul bătrân în orchestra restaurantului
- Aleksandr Lenkov – Pavlik, pianist, conducător al unui ansamblu de tineret
- Larisa Mondrus – cântăreața restaurantului „Oduvancik” (ca: L. Маhdrus)
- Zoia Fiodorova – Ekaterina Ivanovna, portăreasa
- Mihail Pugovkin – jucătorul de domino
- Leonid Ciubarov – un milițian
- Eldar Reazanov – redactor-șef al ziarului „Iunost”
- Vladimir Șiriaev – Sașa, elev entuziast
- Semion Galperin – acordeonistul în ansamblu de tineret

## Lansare
A fost lansat în anul 1965 și a avut parte de mare succes comercial, fiind vizionat de 29,9 milioane de spectatori în cinematografele din Uniunea Sovietică.